# Franz Steinkühler

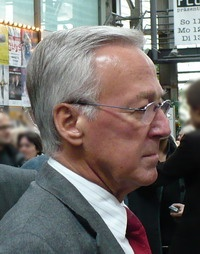
Franz Steinkühler (2007)

Franz Steinkühler (* 20. Mai 1937 in Würzburg) ist ein deutscher Gewerkschafter und Vermögens- und Unternehmensberater. Er war von 1986 bis 1993 Vorsitzender der IG Metall.

## Ausbildung
Nach einer Lehre als Werkzeugmacher und einer Weiterbildung zum REFA-Fachmann war Steinkühler zunächst bei einem Unternehmen in Göppingen tätig. Hier engagierte er sich für die Gewerkschaftsarbeit.

## Gewerkschafter
1963 wurde er Bezirkssekretär der IG Metall in Stuttgart. 1972 trat er die Nachfolge von Willi Bleicher als Bezirksleiter des IG-Metall-Bezirks Baden-Württemberg an. In seine bis 1983 dauernde Zeit als Bezirksleiter fallen zahlreiche harte Tarifverhandlungen in der Metallindustrie. Im Frühherbst 1973, nach einer großen Welle wilder Streiks in der Metallindustrie, organisierte Franz Steinkühler seinen ersten Streik für die Humanisierung der Arbeit, die u. a. die nach ihm benannte „Steinkühlerpause“ für Akkordarbeiter beinhaltete. 1978 folgte im Frühjahr ein erfolgreicher Streik für Rationalisierungsschutz. 
Im Oktober 1983 wurde Steinkühler zum Zweiten Vorsitzenden der IG Metall gewählt. Der bisherige Amtsinhaber Hans Mayr wurde als Nachfolger von Eugen Loderer Vorsitzender. In dieser Zeit, im Jahr 1984, organisierte Franz Steinkühler seinen wichtigsten und nachhaltigsten Streik, für die Durchsetzung der 35-Stunden-Woche.
Im Oktober 1986 verzichtete Mayr aus Altersgründen darauf, sich wieder zur Wahl zu stellen, und Steinkühler wurde zum Vorsitzenden gewählt. Als Chef der IG Metall zeigte Steinkühler in den Tarifverhandlungen durchaus Kompromissbereitschaft. Gleichwohl gelang ihm 1990 die gestaffelte Einführung der 35-Stunden-Woche.

## Richter am Staatsgerichtshof für das Land Baden-Württemberg
Am 24. Januar 1975 wurde Steinkühler mit 72 von 77 Stimmen vom Landtag von Baden-Württemberg als Nachfolger des zurückgetretenen Karl Schwab zum Richter in der Gruppe „ohne Befähigung zum Richteramt“ am Staatsgerichtshof für das Land Baden-Württemberg gewählt. Am 26. Mai 1982 wurde er vom Landtag mit 74 von 92 Stimmen in diesem Amt bestätigt. Er amtierte bis 1991.

## Zitat
„Ich kann nicht voraussagen, wann die nächste Idee die Massen erfasst. Oft fehlt nicht viel, schon schaltet alles vom Ruhe- in den Sturmmodus“

## Verdacht und Rücktritt
Steinkühler wurde als Vorsitzender der IG Metall 1989 und 1992 wiedergewählt. Im Mai 1993 geriet er jedoch in Verdacht, seine Position als Aufsichtsratsmitglied der Daimler-Benz AG für Insidergeschäfte ausgenutzt zu haben. Unter dem Eindruck der Kritik trat er am 25. Mai 1993 vom Posten des IG Metall-Vorsitzenden zurück. Zu seinem Nachfolger wurde Klaus Zwickel gewählt.

## Weitere Enthüllungen
Seit seinem Rücktritt ist Steinkühler als Vermögens- und Unternehmensberater tätig. Er geriet 1996 noch einmal in die Schlagzeilen, als eine Untersuchungskommission der IG Metall unter dem Vorsitz Horst Henrichs’, des damaligen Präsidenten des OLG Frankfurt am Main, zu dem Ergebnis kam, Steinkühler habe die Gewerkschaftszentrale in Frankfurt-Niederrad erheblich zu teuer gekauft. Auf eine zunächst erwogene Schadensersatzklage gegen Steinkühler verzichtete die IG Metall später; sie geriet bald selbst in die Schlagzeilen, als bekannt wurde, dass der Vorsitzende der Untersuchungskommission Henrichs 1,35 Mio. DM für seine Tätigkeit erhalten hatte.

## Veröffentlichungen
zus. mit Siegfried Bleicher (Hrsg.): Zwischen Aufstieg und Rationalisierung – Die Angestellten. VSA, Hamburg 1988, ISBN 3-879-75403-9.

## Politische Betätigung
Steinkühler ist seit 1951 Mitglied der SPD.

## Ehrungen und Auszeichnungen
- Ehrensenator der Universität Konstanz